# Emanuela Nohejlová-Prátová
Emanuela Nohejlová-Prátová (3. června 1900 Opatovice nad Labem – 19. listopadu 1995 Pardubice) byla česká historička, přední česká numismatička, vedle Gustava Skalského je považována za zakladatelku moderní vědecké numismatiky. 

## Život
Narodila se v rodině MUDr. Emanuela Nohejla, starosty v Opatovicích, a jeho manželky Berty. Maturovala na dívčím reálném gymnáziu v Pardubicích, v roce 1923 úspěšně ukončila studium historie na Filozofické fakultě Univerzity Karlovy obhajobou dizertační práce Dějiny kláštera Opatovického.
V Národním muzeu začínala jako pomocná síla, když současně vyučovala dějepis. Od roku 1930 zde již pracovala na plný úvazek. Od roku 1949 přednášela na brněnské Masarykově univerzitě, později též na Karlově univerzitě. V roce 1958 získala titul doktor věd, v roce 1964 byla jmenována profesorkou.
Jejím manželem byl botanik Silvestr Prát.

## Dílo
Ve svém díle se nejvíce zabývala starším českým mincovnictvím, také českým mincovnictvím třicetileté války, českými medailemi a numismatickou metrologií.

### Bibliografie (výběr)

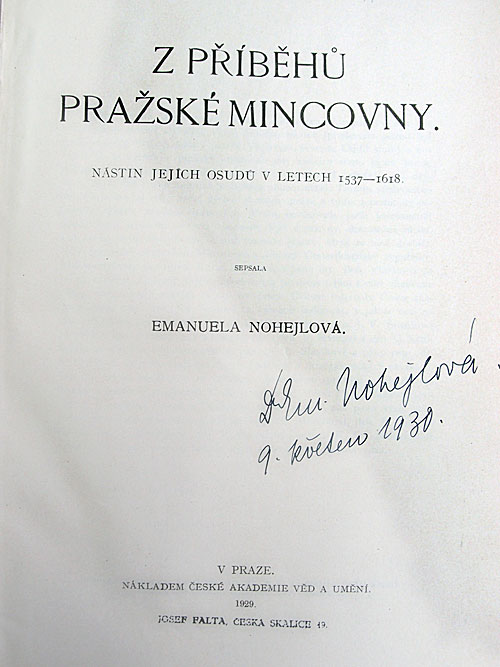
Titulní list knihy Emanuely Nohejlové-Prátové s jejím podpisem